# Gabriel Luna

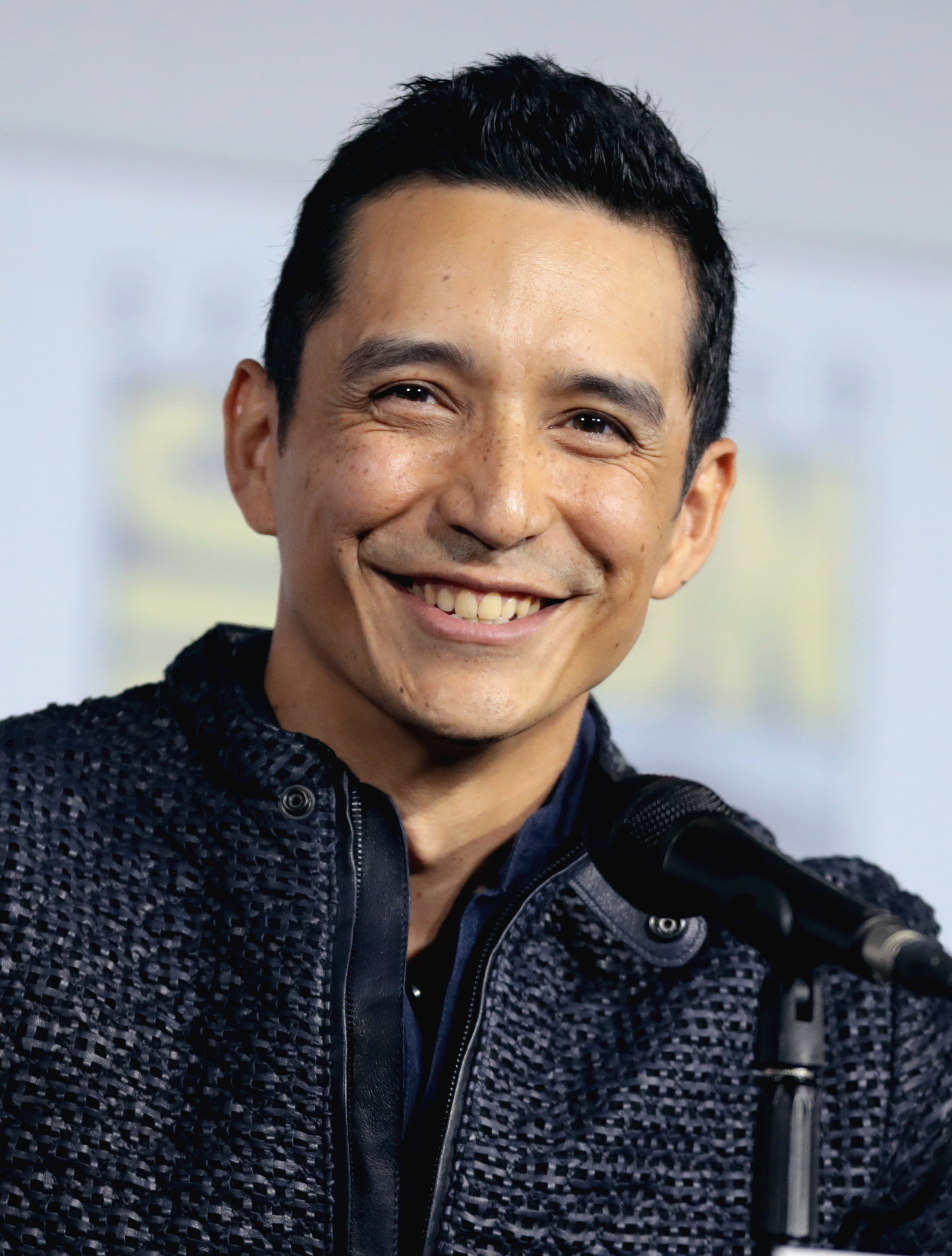
Gabriel Luna (2019)

Gabriel Isaac Luna (* 5. Dezember 1982 in Austin, Texas) ist ein US-amerikanischer Schauspieler. Bekanntheit erlangte er unter anderem durch seine Hauptrolle in der Fernsehserie Matador sowie als Ghost Rider in Marvel’s Agents of S.H.I.E.L.D. Außerdem war er als Miguel Gilb in True Detective zu sehen, wie auch einer der Hauptdarsteller der nur kurzlebigen ABC-Serie Wicked City. 
2018 wurde er für die Rolle des Terminators Rev-9 in der Fortsetzung Terminator: Dark Fate der gleichnamigen Filmreihe gecastet.

## Leben
Gabriel Luna wurde in Austin als Sohn von Deborah Ann (geborene Perez) und Gabriel Lopez Luna (1962–1982) geboren, die beide mexikanischer Abstammung sind. Sein Vater starb im Alter von 20 Jahren, drei Monate vor Gabriels Geburt. Luna besuchte die St. Edwards University, wo er sein Bühnendebüt als Romeo Montague in der Shakespeare-Produktion Romeo und Julia gab. Seinen Universitätsabschluss machte er 2005.

## Filmografie (Auswahl)
- 2005: Fall to Grace
- 2010: Dance with the One
- 2011: Bernie - Leichen pflastern seinen Weg (Bernie)
- 2014: Matador (Fernsehserie, 13 Folgen)
- 2015: True Detective (Fernsehserie)
- 2015: Wicked City (Fernsehserie, 8 Folgen)
- 2016–2017: Marvel’s Agents of S.H.I.E.L.D. (Fernsehserie, 9 Folgen)
- 2019: Terminator: Dark Fate
- 2023–2025: The Last of Us (Fernsehserie, 8 Folgen)
- 2023: Fubar (Fernsehserie, 8 Folgen)
- 2025: The Astronaut